# Dreyfusova aféra
Dreyfusova aféra byla justičním a politickým skandálem, který koncem 19. století hluboce polarizoval a destabilizoval francouzskou Třetí republiku. Hlavní postavou této aféry byl židovský důstojník francouzského generálního štábu Alfred Dreyfus, který byl v roce 1894 na základě zfalšovaných důkazů obviněný vojenským soudem ze špionáže pro Německé císařství. Dreyfus byl dvakrát soudem shledán vinným, posléze omilostněn a nakonec rehabilitován s tím, že odsouzení mělo být založeno na falešných dokumentech. Ve veřejnou známost celou záležitost uvedl spisovatel Émile Zola, který v literárních novinách L'Aurore (Úsvit) 13. ledna 1898 uveřejnil otevřený dopis francouzskému prezidentovi Félixi Fauremu s názvem J'accuse! (Žaluji!), ve kterém apeloval na propuštění Dreyfuse. Na Dreyfusovu obranu se postavila řada známých osobností, kromě Zoly i Octave Mirbeau, Anatole France, Jules Renard, Charles Péguy, Marcel Proust, Georges Clemenceau nebo Ludovic Trarieux.

## Průběh

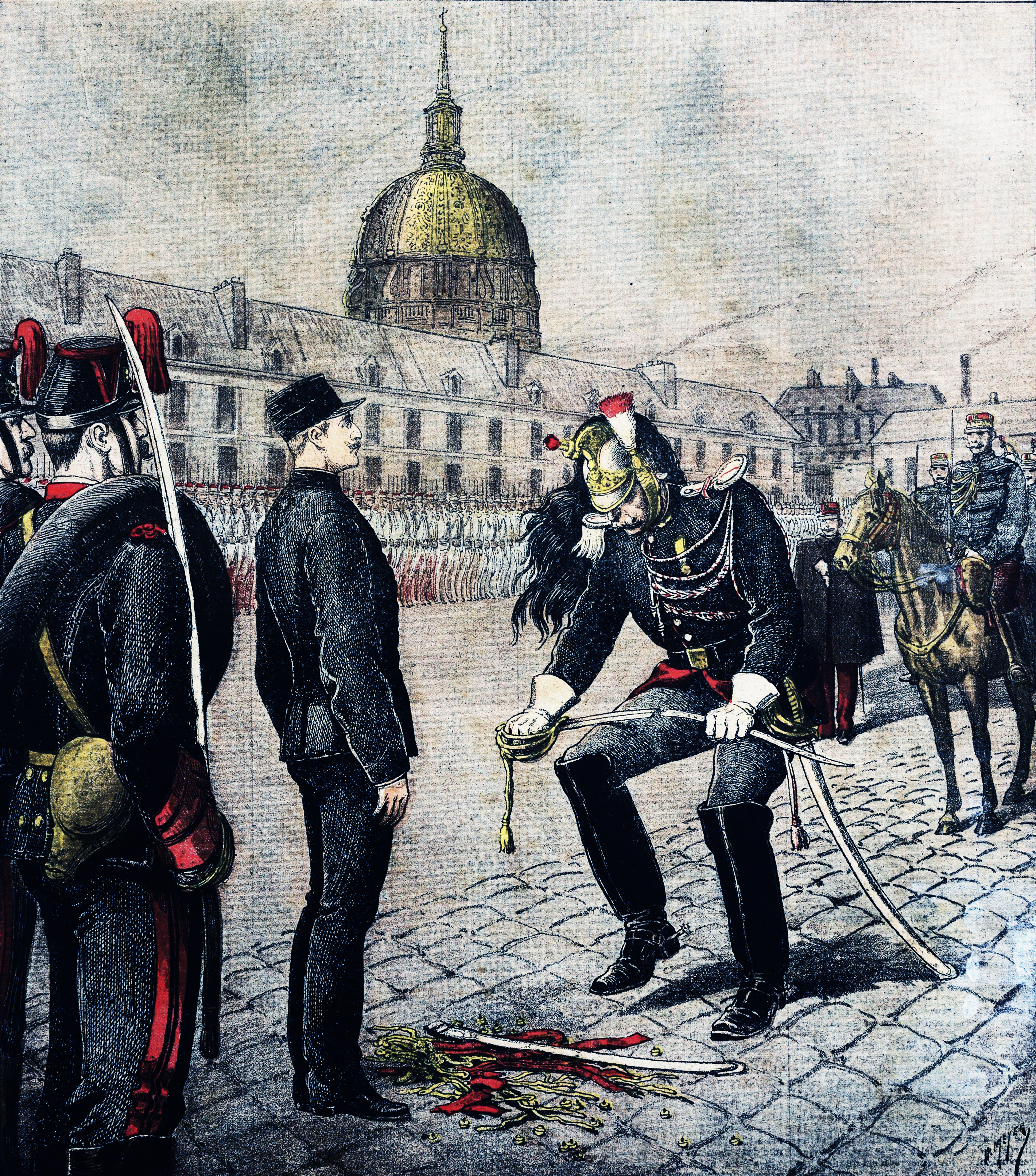
Dreyfusova degradace, 13. ledna 1895

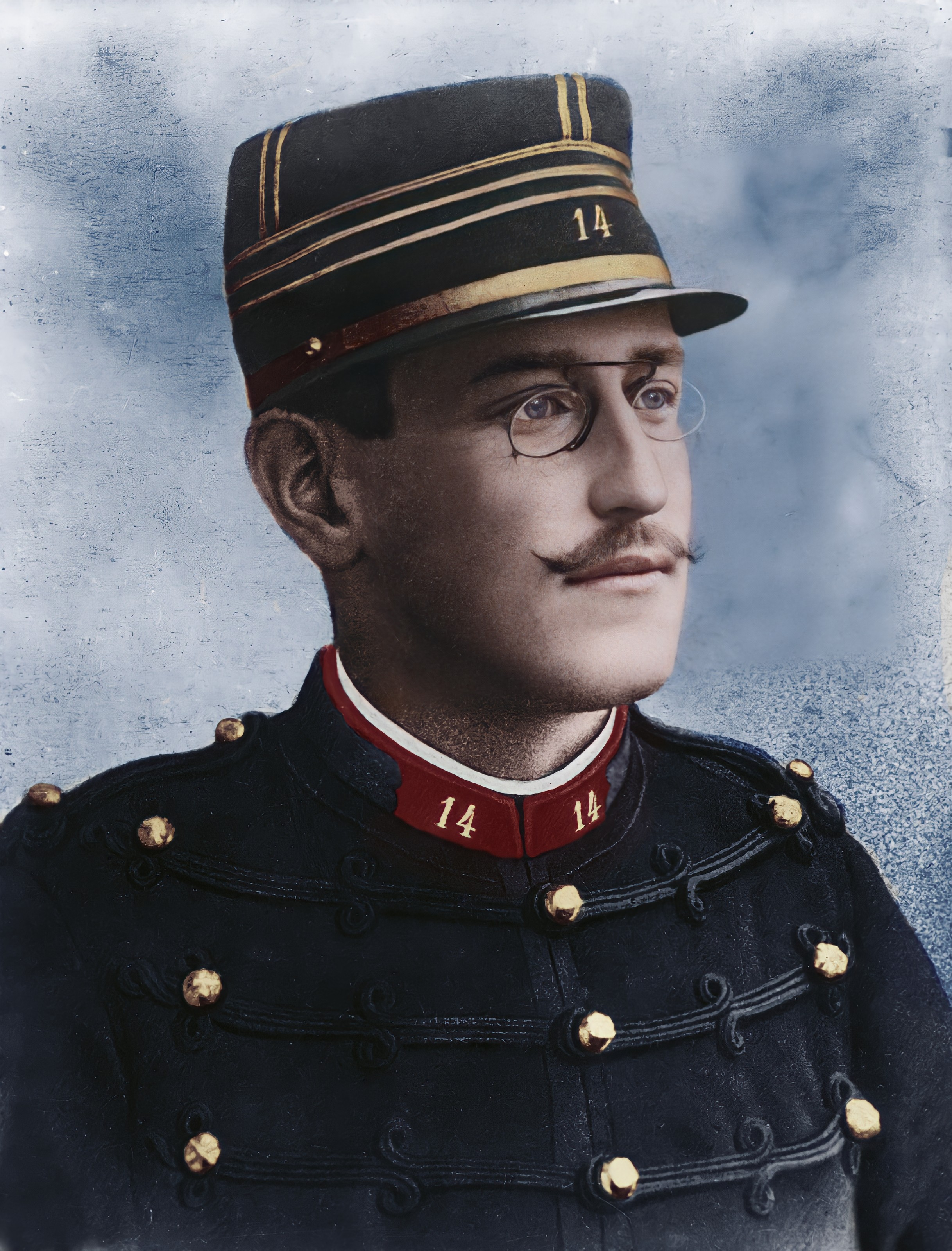
Alfred Dreyfus (1859-1935), kolorovaná fotografie, kolem roku 1894.

Alfred Dreyfus byl 15. října 1894 uvězněn a obviněn z velezrady ve prospěch Německého císařství. Stalo se tak na základě ručně psaného dopisu pro německou ambasádu, který zachytila francouzská kontrašpionážní služba. Písmo bylo na základě nesprávného písmoznaleckého rozboru ztotožněno s rukopisem Alfreda Dreyfuse. Původcem tohoto špatného znaleckého posudku byl Louis Alphonse Bertillon, policejní úředník a tvůrce identifikačního systému zvaného Bertillonáž. Bertillon, ač v oblasti identifikace zločinců odborníkem, neměl v oblasti písmoznalectví patřičnou kvalifikaci. Svou chybu do smrti neuznal.
Vůči Dreyfusovi byly navíc vykonstruovány další dva falešné důkazy a samotný průběh procesu byl zmanipulovaný tehdejším ministrem války a jeho generály. Dreyfus byl vojenským soudem odsouzený za velezradu k doživotní deportaci na Ďábelský ostrov při pobřeží Francouzské Guyany a byl degradován.
V březnu 1896 zahájil nový šéf kontrašpionážního oddělení Georges Picquart vyšetřování podezřelé činnosti majora Esterhazyho. Přitom zjistil, že tento důstojník napsal dopis, na jehož základě byl odsouzen Dreyfus. Informoval své nadřízené, ti však odmítli revizi Dreyfusova procesu a zastavili vyšetřování Esterhazyho. Šéfa kontrašpionáže, který s tím nesouhlasil, poslali do Tuniska. Picquart se později svěřil s celým případem svému příteli, advokátovi Louisi Lebloisovi, který informoval místopředsedu senátu Augusta Scheurer-Kestnera. Senátor neváhal a vystoupil veřejně. Esterhazy byl nakonec postaven před vojenský soud, který ho však osvobodil. Picquart byl uvězněn a později propuštěn z armády.

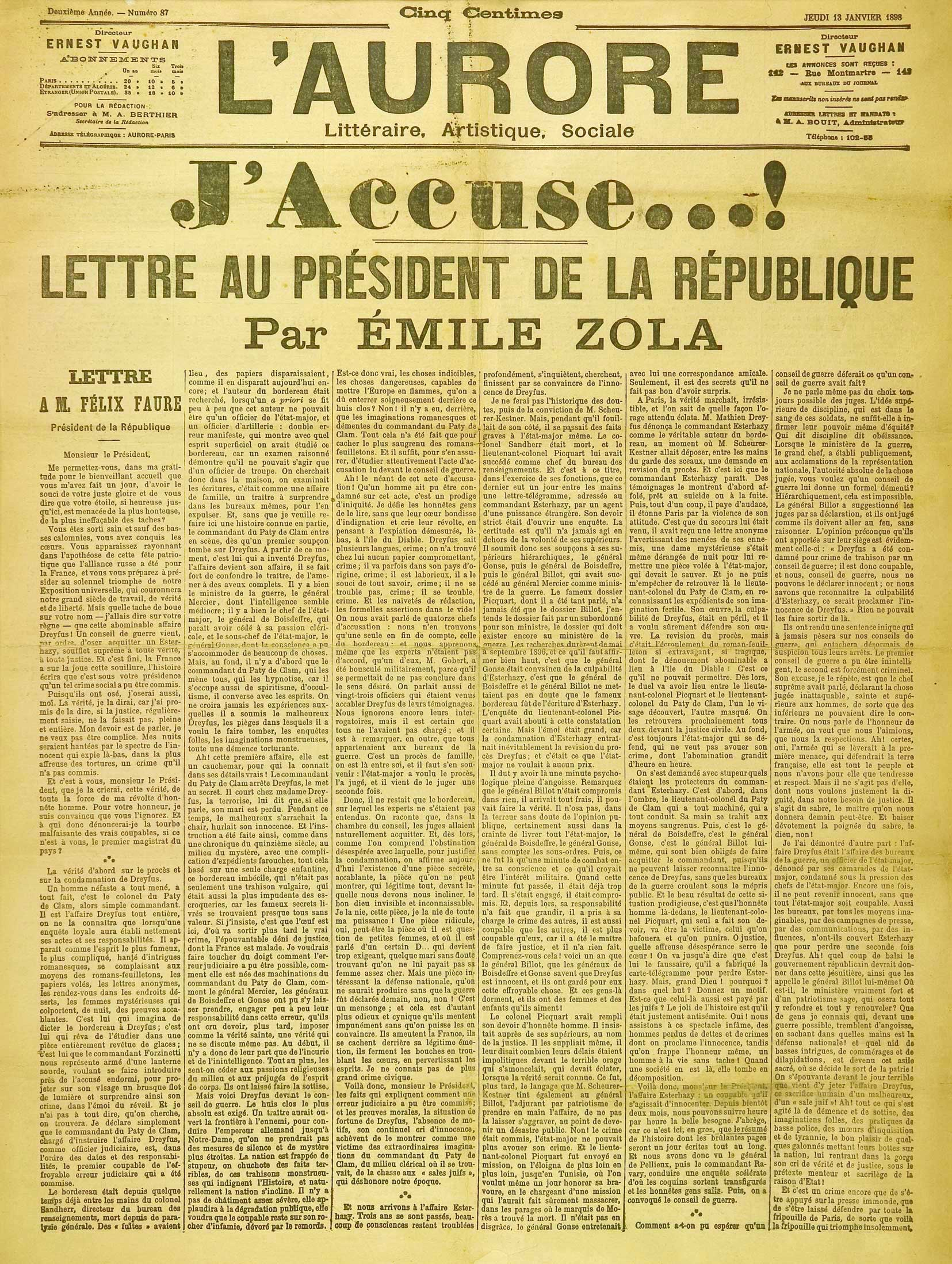
Pamflet J'accuse od Émila Zoly

V této době se v tomto případu rozhodl využít svůj vliv francouzský spisovatel Émile Zola, který v periodiku L'Aurore uveřejnil pamflet J'accuse! (Žaluji...!). V něm mimo jiné napsal: „Horoucně usiluji jen o jedno: vnést do věci jasno ve jménu lidství, jež tolik utrpělo a má právo na štěstí. Můj plamenný protest je jen výkřikem mé duše. Ať se tedy odváží předvolat mne před porotní soud a ať se vyšetřování koná před zraky veřejnosti. Čekám.“ Zola byl postaven před soud, při němž bylo odhaleno několik významných okolností z Dreyfusova procesu. Zola, jehož obhájce byl pozdější francouzský premiér Georges Clemenceau, byl odsouzen k pokutě 3000 franků a roku vězení. Před trestem však nakonec utekl do Londýna.
Francie se v té době rozdělila na Dreyfusardy, kteří Alfreda Dreyfuse podporovali, a Antidreyfusardy, kteří stáli proti němu. Celý spor byl velmi vyhrocený, protože se dotýkal mnoha věcí, které v tehdejší rozjitřené politické atmosféře byly kontroverzní. Ve Francii tehdy probíhaly velké nepokoje, stávky a bylo rovněž usilováno o puč.
V srpnu 1898 vyšlo najevo, že kontrašpionážní oddělení ve snaze prokázat Dreyfusovi vinu padělalo důkazy. Kasační soud anuloval proces z roku 1894 a Dreyfus byl v roce 1899 postaven před nový vojenský soud v Rennes. Byl však znovu odsouzen, tentokrát na deset let vězení. Vzápětí mu prezident Émile Loubet sice udělil milost, ale k úplné rehabilitaci došlo až v roce 1906.

## Dozvuky
Mezi reportéry, kteří přinášeli zprávy o soudu a jeho důsledcích, byl i rakousko-uherský židovský novinář Theodor Herzl. Pro Herzla, který byl přítomen Dreyfusově degradaci a který byl svědkem antisemitských vášní probouzených ve Francii, byl tento proces impulsem k uvědomění si, že Židé v Evropě nejsou v bezpečí. Stal se zakladatelem a vedoucím činitelem politického sionismu, který usiloval o návrat Židů do jejich vlasti v zemi Izraelské a který pod jeho vedením nabyl mezinárodního významu.
Ve Francii došlo v důsledku této aféry k vzrůstu antiklerikalismu, který měl v roce 1905 za následek konec římskokatolického náboženství coby oficiálního státního náboženství.
Dreyfusova aféra bývá někdy srovnávána s Hilsneriádou v Českých zemích.